# Charles B. Hoeven
Charles Bernard Hoeven (ur. 30 marca 1895 w Hospers, zm. 9 listopada 1980 w Orange City) – amerykański polityk, członek Partii Republikańskiej.

## Działalność polityczna
W okresie od 3 stycznia 1943 do 3 stycznia 1963 przez dziesięć kadencji był przedstawicielem 8. okręgu (który uległ następnie likwidacji), a od 3 stycznia 1963 do 3 stycznia 1965 przez jedną kadencję przedstawicielem 6. okręgu wyborczego w stanie Iowa w Izbie Reprezentantów Stanów Zjednoczonych.